# Na południe od Rio Grande
Na południe od Rio Grande – powieść autorstwa polskiego pisarza Wiesława Wernica z 1975 roku. 
Książka opowiada o przygodach trapera Karola Gordona. Akcja tej powieści przygodowej dzieje się na Dzikim Zachodzie. Doktor Jan, przyjaciel głównego bohatera, wyrusza wraz z nim do posiadłości zaprzyjaźnionego hacjendera. Na granicy z Meksykiem spotykają nieznajomego, który pomaga im w opresji i przyłącza się do nich. Dzięki niemu dwukrotnie ratują rodzinę hacjendera przed bandytami. Stara mapa, która miała pomóc im w dotarciu do celu zawierała tajemnicze znaki, które oznaczały miejsce ukrycia skarbu w górach Sierra Madre. Bohaterowie wraz z gospodarzami postanawiają wyruszyć na poszukiwania. Ostatecznie prekolumbijskie skarby trafiają do muzeum.